# 調布市立図書館
調布市立図書館（ちょうふしりつとしょかん）は、東京都調布市にある公立図書館。中央図書館および10分館の全11館からなる。

## 概要
調布市立図書館は、市制発足10周年事業として設置が計画され、1965年（昭和40年）3月に市議会で市立図書館建設案件が可決された。同年10月より中央図書館の建設工事が調布市布田四丁目17で始まり、1966年（昭和41年）6月10日に開館した。開館にあたっては、公民館図書館から図書資料3,000冊が移管されたほか、調布ライオンズクラブなどからの図書寄贈を受けてスタートした。その後、分館網の整備が始まるが、途中、1970年（昭和45年）の『調布市公共設備等整備五ヵ年計画』で「図書館新設」が挙げられたこともあり、1975年（昭和50年）までには合計9館の分館が開館した。これにより、市内全域を1館あたり半径1キロメートル圏以内の図書館サービス網でもって覆うことを達成した。1995年（平成7年）には調布市文化会館たづくりが開館し、中央図書館はその4階〜6階部分に移転した。文化会館たづくりは指定管理者制度による調布市文化コミュニティ振興財団の運営となっているが、建物内にある中央図書館の管理運営は調布市が直接行っている。

## 沿革
- 1966年（昭和41年）6月 - 中央図書館が開館。
- 1969年（昭和44年）8月 - 国領分館が開館。
- 1970年（昭和45年）7月 - つつじケ丘分館が開館。
- 1971年（昭和46年）7月 - 深大寺分館が開館。
- 1972年（昭和47年）7月 - 宮の下分館が開館。
- 1974年（昭和49年）7月 - 緑ケ丘分館および富士見分館が開館。
- 1975年（昭和50年）4月 - 若葉分館が開館（一般室は7月開館）。
- 1980年（昭和55年）6月 - 染地分館が開館。
- 1982年（昭和57年）7月 - 佐須分館が開館。
- 1995年（平成7年）10月 - 中央図書館が現在地に移転。
- 2002年（平成14年）
  - 7月 - つつじケ丘分館が閉館。
  - 9月 - 調和分館が開館。
- 2011年（平成23年）5月 - 深大寺分館が現在地に移転。
- 2016年（平成28年）6月 - 開館50周年を迎える[4]。

## 図書館一覧
中央図書館
小島町2-23-1　文化会館たづくり内
国領分館
国領町3-12-1　第五保育園２階
調和分館
西つつじケ丘4-22-6　市立調和小学校併設
深大寺分館
深大寺北町5-17-3
神代分館
西つつじケ丘1-40-5　神代保育園２階
宮の下分館
上石原3-34-10　宮の下保育園２階
緑ケ丘分館
緑ケ丘2-25
富士見分館
富士見町2-3-26　富士見保育園２階
若葉分館
若葉町3-16-13
染地分館
染地3-3-1　都営住宅８号棟１階
佐須分館
佐須町4-42-2　佐須児童館２階